# Noruz
A noruz (perzsa: نوروز kurd: نه‌ورۆز)  vagy a perzsa újév az iráni naptárak első hónapjának első napja, a hagyományos újévi ünnep Iránban, Azerbajdzsánban, Afganisztánban, Indiában, Törökországban, Zanzibáron, Albániában, a kurdok közt és Közép-Ázsia több országában. Egyben Zarathustra követőinek, illetve a muszlim szúfizmusnak és a bahái hit híveinek ünnepe is.
A noruzt több mint 300 millió ember ünnepli világszerte. Az UNESCO szellemi kulturális örökségének része 2008-tól.
Egyes közösségek állandóan március 21-én ünneplik, mások hagyományában a tavaszi napéjegyenlőség napja, azaz lehet március 20., március 21. vagy március 22.

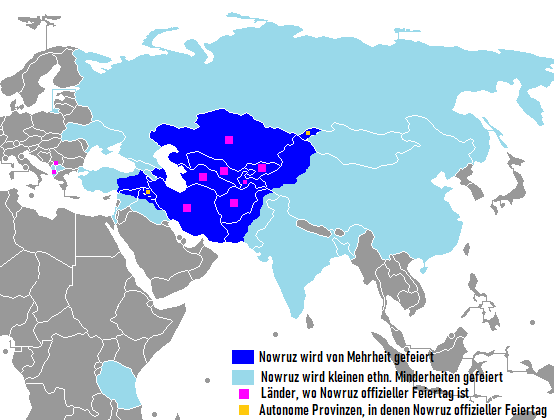
Országok és területek, ahol a noruz-t ünneplik:
sötétkék: ahol a többség ünnepli
világoskék: kevesen ünneplik
rózsaszín kocka: ahol hivatalos ünnep

## Története
A noruz szó az óperzsa nyelvből származik: nava jelentése „új” volt, rəzaŋh pedig „napot” vagy „napfényt” jelentett. A modern perzsa nyelvben kicsit átalakultak a szavak: nava = no, rəzaŋh = ruz.
A szó először a Perzsa Birodalom korában bukkan fel a feljegyzésekben, a 2. században. Az ünnepnek megfelelő napnak azonban már az Akhaimenida-dinasztia idején (i. e. 648–i. e. 330) kitüntetett jelentősége volt: a perzsák uralta népek királyai ezen a napon elvitték ajándékaikat az uralkodónak, a sahinsahnak. Létezik olyan elmélet, amely szerint a híres perszepoliszi épületkomplexum, de legalábbis az Apadana palota és a Száz Oszlop Csarnoka a perzsa holdújév megünneplésének helyszínéül épült. (Az akhajmenida feljegyzések azonban nem említik a noruzt.)
A perzsa újév kezdetét a hagyomány 15 000 évvel ezelőttre, a kelet-iráni (mai Afganisztán) mitikus Jamsid király idejére teszi. Jóval később hivatalos ünnepévé lett a Nyugat-Iránt Kr. e. 247 és Kr. e. 224 közt uraló parthus dinasztiának.
A perzsa újév említései I. Ardasír, a 224 és 650 között uralkodó Szászánida-dinasztiát megalapító király korától jelentősen megszaporodnak. A Szászánidák idejében az év legfontosabb ünnepe volt. Más ünnepek, mint a Gahanbar és a Mehragan fokozatosan háttérbe szorultak (Zoroászter követői azonban továbbterjesztették őket, egészen Indiáig). Az ünnepet még a korai muzulmán uralkodók is nagy becsben tartották. Van róla feljegyzés, hogy a négy nagy kalifa együtt vezette az újév ünnepségeit, az Abbászida-dinasztia alatt pedig a legfontosabb királyi ünnep volt.
A kalifátus bukása után a Perzsiát újra megerősítő dinasztiák (a Szamanida-dinasztia és a Buwajjid-dinszatia) alatt a perzsa újév fontos esemény maradt, sőt a régi perzsák más, kisebb ünnepeinek szokásait is felelevenítették. A későbbi oszmán török és mongol hódítók sem próbálták meg más ünneppel helyettesíteni a noruzt.
A szellemi kulturális örökségek megőrzésével foglalkozó ENSZ bizottság 2008. szeptemberében tartott kormányközi konferenciáján elismerte a noruz különleges kulturális értékét, és a perzsa újév azóta az UNESCO szellemi kulturális örökségének részét képezi. Az ünnep jelentőségét az ENSZ Közgyűlés is elismeri, és 2010. februárja óta március 21-ét a Noruz Nemzetközi Napjaként tartják számon.

## Helyi változatai

### A noruz a mai Iránban
Iránban az év legfontosabb ünnepe a noruz. Az ünnepségsorozat általában 13 napig tart, amely időszak alatt a fiatalok felkeresik az időseket, a családok és barátok meglátogatják egymást. Nagytakarítás előzi meg. Úgy tartják, az újévben boldog lesz, aki kedves a rokonokkal, a barátokkal és a szomszédokkal.
A közelgő újévet előre jelzi az utcákon táncoló a fekete arcú (náluk a fekete jó szerencsét jelent) és piros ruhájú Hadzsi Firuz, aki nemcsak az ünnep hírnöke, hanem az ünnepségek felügyelője is.

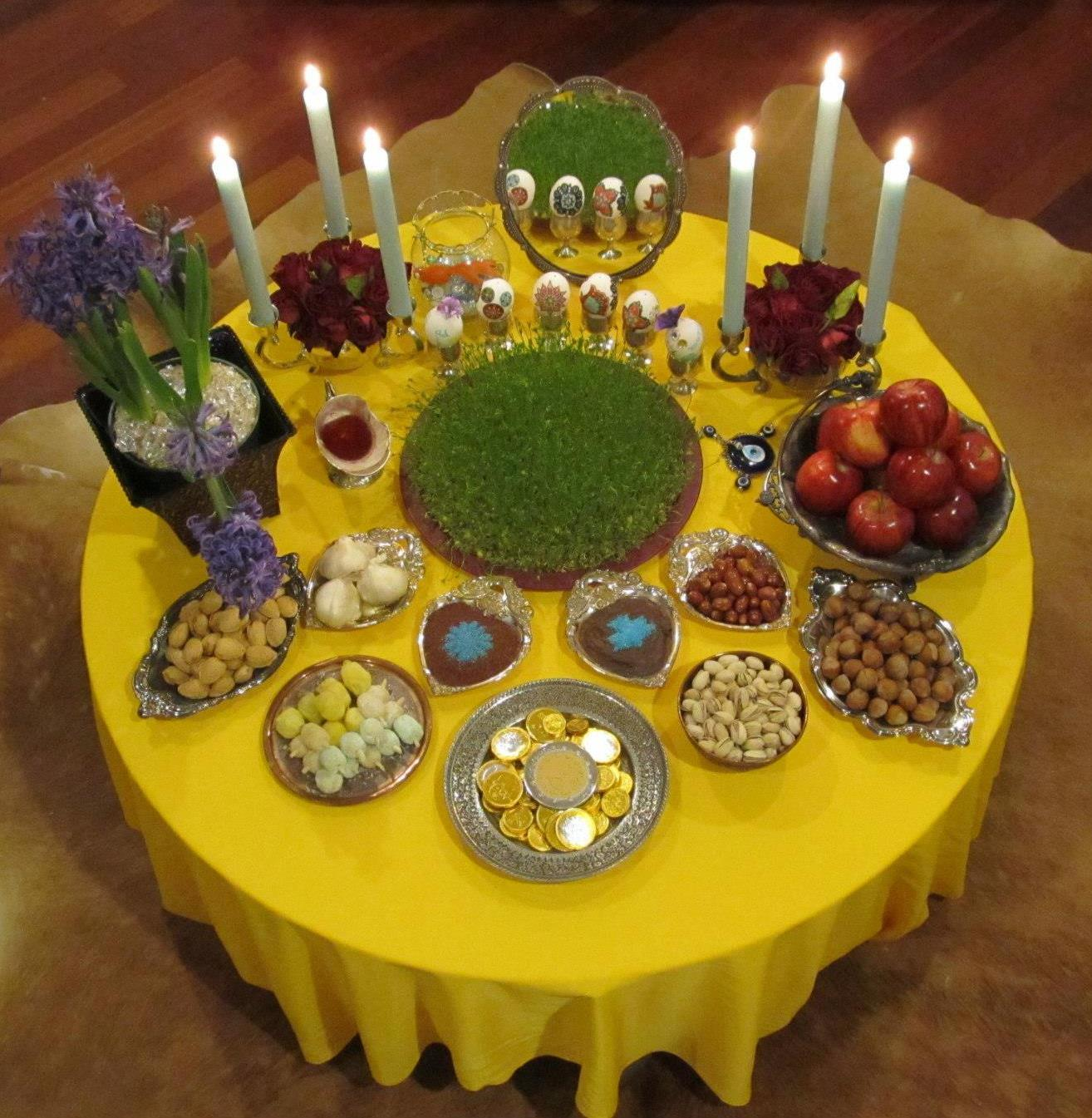
A „hét sz teríték”, a perzsa otthonok nélkülözhetetlen újévi dísze

Az újjászületést szimbolizáló ünnepségsorozat látványos eleme a hét sz teríték (perzsául háft szin), azaz hét, sz-szel kezdődő tárgy egy asztalon bemutatva, amelyek hagyományosan az alábbiak:
- az újjászületést szimbolizáló csíráztatott búza, árpa, mungóbab vagy lencse (szabdzi),
- a bőséget reprezentáló, búzacsírából készített édes puding (szamanu),
- a keskenylevelű ezüstfa szerelmet jelképező szárított gyümölcse (szendzsed),
- a gyógyításra, egészségre utaló fokhagyma (szir),
- a szépséget megjelenítő alma (szib),
- a pirkadat színét felidéző szömörce (szumák),
- az életkort és a türelmet jelző ecet (szerké).

A teríték valamelyik kellékét ma már helyettesíthetik más „sz” betűvel kezdődő dologgal. Erre a legtöbbször a tavaszt hirdető jácint (szonbol), illetve a jólétet, prosperitást jelző pénzérmék (szekké) a legalkalmasabbak.
Szinte minden ünnepi asztalon megtalálható a Korán és/vagy legnépszerűbb költőjük, Háfiz verseskötete, a megvilágosodást és boldogságot jelző égő gyertya, a tisztaságot és becsületességet szimbolizáló tükör, a jólétre utaló aprópénz, az életet jelképező üvegedényben úszkáló aranyhal és a termékenységet megjelenítő színesre festett főtt tojások, valamint a tavasz beköszöntét mutató tulipán vagy jácint.